# Literatura del absurdo
La literatura del absurdo se inspira en el surrealismo y la filosofía del absurdo para crear obras literarias marcadas por el humor y la sorpresa para denunciar situaciones sociales o reflexionar de una manera diferente sobre cuestiones existenciales. El auge de este tipo de literatura se da a finales del siglo XIX y durante todo el siglo XX. 
En estas obras se llevan los acontecimientos cotidianos hasta sus últimas consecuencias y se toma siempre el sentido literal de cada concepto, para evidenciar la cantidad de convenciones que rigen las sociedades. El lector reconoce los referentes y ve verosímiles los resultados que se anuncian, aunque se alejan absurdamente de la realidad. Abundan también los personajes y objetos que actúan como símbolos.

## Autores que han cultivado la literatura del absurdo
- Manuel de Pedrolo[1]
- Ramón María del Valle-Inclán
- Lewis Carroll
- Nikolái Gógol
- Franz Kafka
- Samuel Beckett
- Harold Pinter
- Albert Camus
- Mario Levrero
- Virgilio Piñera